# Zuluft
In der Klimatechnik kennzeichnet Zuluft die den Räumlichkeiten zugeführte Luft. Durch Filtern, Erwärmen, Kühlen und Be- oder Entfeuchten kann die Zuluft vorbehandelt sein.
Die Zuluftqualität muss so sein, dass in Gebäuden trotz der zu erwartenden Belastungen aus inneren Verunreinigungsquellen (Baustoffe, Produktionsverfahren, menschliche Stoffwechsel, Rauchen, Umluft, Möbel, …) eine geeignete Raumluftqualität erreicht wird. Damit der Außenluft-Volumenstrom wegen des Energieverbrauchs nicht erhöht ist, wird in den letzten Jahren ein erhöhter Aufwand betrieben, um innere Verunreinigungsbelastungen zu minimieren.